# Helle Mitte
Die Helle Mitte ist ein seit dem Jahr 1997 bestehendes Stadtteilzentrum im Berliner Ortsteil Hellersdorf des Bezirks Marzahn-Hellersdorf. 

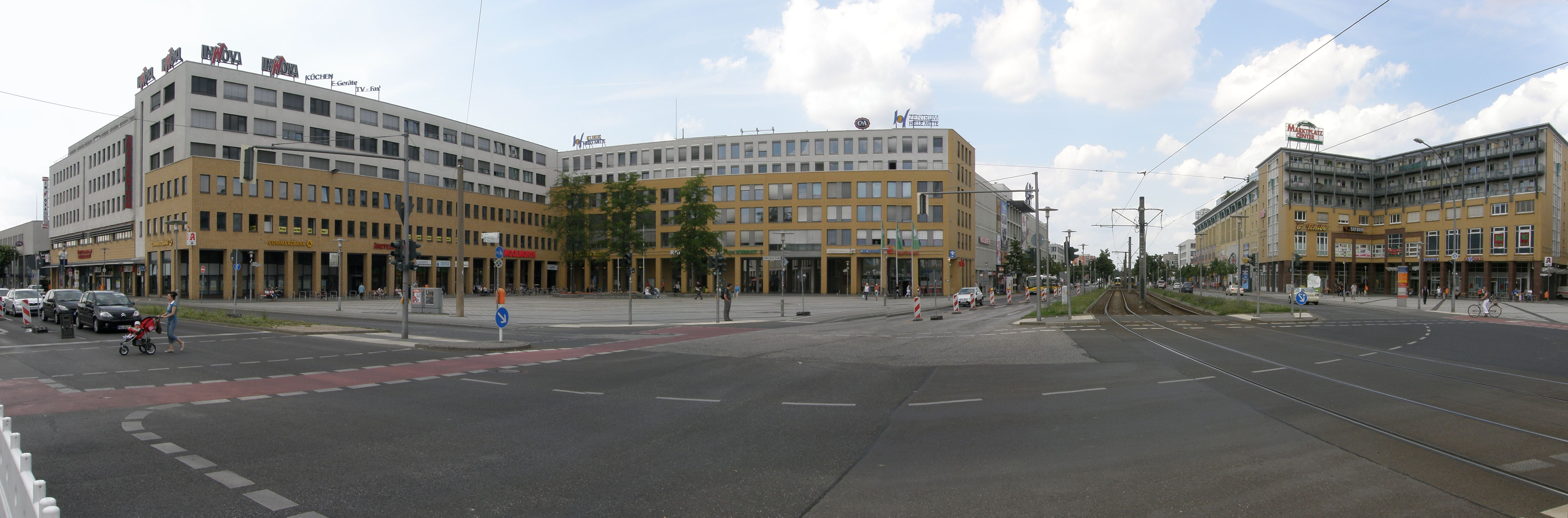
Helle Mitte zwischen Hellersdorfer und Stendaler Straße am Alice-Salomon-Platz:
Rechter Flügel des linken Gebäudes ist das Hellersdorfer Rathaus, rechts ist das MarktplatzCenter zu sehen.

## Entstehung
Der Senat von Berlin (damals noch zusammen mit dem Magistrat von Ost-Berlin) schrieb 1990 einen städtebaulichen Wettbewerb für die Entwicklung eines Bezirkszentrums für Berlin-Hellersdorf aus. Das Architekturbüro Brandt & Böttcher setzte sich am Ende gegen 61 Mitbewerber durch. Mit der Umsetzung wurde die Mega AG beauftragt. Der Name wurde vom Ortsteil Hellersdorf und dem Zentrum des damaligen selbstständigen Bezirks abgeleitet.
Bei der Grundsteinlegung am 19. Oktober 1995 war das 31 Hektar große Areal das zweitgrößte Bauprojekt Berlins nach der seinerzeitigen Baustelle am Potsdamer Platz. Mit einer Feierstunde am 11. September 1997 konnte die Helle Mitte eröffnet werden.

## Beschreibung

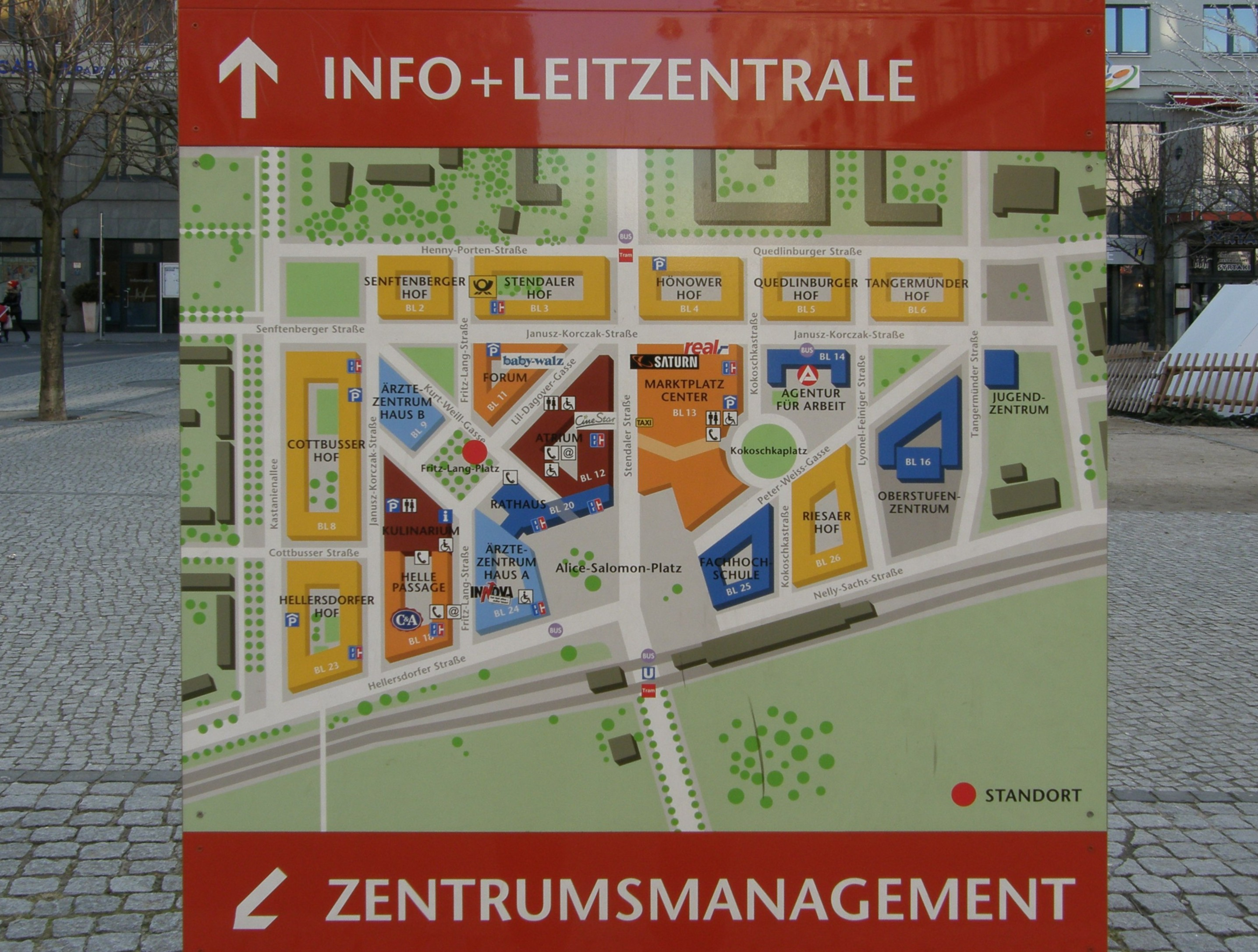
Übersichtsplan Helle Mitte
(Stand: Ende 2011)

Mit rund 80.000 m² Einzelhandels-, Büro- und Praxisflächen, 180 Geschäften, Restaurants, Cafés und Bars ist die Helle Mitte ein bedeutender Geschäftsstandort im Osten der Stadt. Neben der Handelskette Real gehörten die Unternehmen C&A bis Dezember 2011 und Saturn bis Ende 2012 zu den Hauptmietern der größten Gebäude. In 19 modernen Gebäuden befinden sich darüber hinaus Wissenschafts-, Verwaltungs-, Entertainment- und Dienstleistungseinrichtungen. Hervorzuheben sind hierbei das Rathaus Hellersdorf, die Alice-Salomon-Hochschule, ein Oberstufenzentrum sowie das größte Ärztezentrum von Berlin und Brandenburg. Als Arbeitgeber für rund 2000 Menschen beheimatet die Helle Mitte auch das Einkaufszentrum MarktplatzCenter, ein Hotel sowie eines der ehemals größten Multiplex-Kinos Berlins mit zwölf Sälen und 2700 Sitzplätzen. Dieses wurde jedoch im Jahre 2012 zugunsten des Bergwerks Berlin (Indoor Kletteranlage) auf sieben Säle und 1462 Sitzplätze verkleinert.
Das neue Stadtteilzentrum wurde mit einem erweiterten System von Straßen und Plätzen erschlossen, insbesondere sind das der Alice-Salomon-Platz im Kreuzungsbereich der Hellersdorfer und Riesaer/Stendaler Straße mit einem feinen Netz umgebender Erschließungsstraßen, die nach Künstlern oder Schriftstellern benannt wurden.
Aus Anlass des Jubiläums der Gründung des damaligen Stadtbezirks Hellersdorf im Jahr 1986 fand am 3. Juni 2016 auf dem Fritz-Lang-Platz ein Classic Open Air-Konzert statt.

## Verkehrsanbindung
Im Einzugsgebiet der Hellen Mitte wohnen rund 250.000 Menschen, 81.000 davon in unmittelbarer fußläufiger Entfernung.
Durch den U-Bahnhof Hellersdorf, die Straßenbahnlinien M6 und 18 sowie die Buslinien X54, 195 und N5 ist das Stadtteilzentrum an das öffentliche Verkehrsnetz angebunden.
Über die großen Berliner Ein- und Ausfallstraßen Landsberger Allee und Frankfurter Allee sowie den Autobahnring A 10 ist die Helle Mitte mit dem Individualverkehr zu erreichen. Ein mehrgeschossiges Parkhaus bietet 800 überdachte Stellplätze.